# Mitanni
Mitanni of Mittani (in Assyrische bronnen Hanilgalbat, Khanigalbat) was een Hurritisch koninkrijk in Noord-Syrië vanaf ca. 1500 v.Chr.
De Hurrieten waren al bekend sinds de Akkadische periode in Mesopotamië, wat afgeleid wordt uit Hurritische namen die noch Akkadisch noch Sumerisch zijn. Tegelijk met de opkomst van de Amorieten oefenden zij een grote invloed uit op het noorden van Mesopotamië. Een van de Hurritische koninkrijken was Mitanni.
De naam Mitanni werd gebruikt als een geografische aanduiding voor het gebied tussen de Khabur en Eufraat rivier in neo-Assyrische tijden.
Hettitische kronieken zinspelen op meerdere Hurritische landen dan enkel Mitanni, en op verdragen met hen.

## Geografie
Mitanni in Noord-Mesopotamië reikte van Nuzi (huidig Kirkoek) en de Tigris-rivier in het oosten, tot Aleppo en Midden-Syrië (Nuhashshe) in het westen. In het centrum lag de Khabur-riviervallei, met twee hoofdsteden: Taite en Washshukanni, genaamd Taidu en Ushshukana in Assyrische bronnen. Het gehele gebied staat landbouw toe zonder kunstmatige irrigatie; koeien, schapen en geiten werden gehouden. Qua klimaat lijkt het veel op Assyrië, en het werd bevolkt door zowel inheemse Hurri als de Amorieten.

## Geschiedenis
Tot op heden zijn er vrijwel geen oorspronkelijke eigen bronnen voor de geschiedenis van de Mitanni gevonden. Wat we weten komt van Assyrische, Hettitische of Egyptische bronnen, alsook inscripties van plaatsen in de buurt in Syrië. Vaak is het nog niet eens mogelijk om synchroniciteit tussen de heersers van verschillende landen en steden vast te stellen, laat staan om onbetwiste, absolute data te geven. De geschiedschrijving van de Mitanni wordt verder bemoeilijkt door het gebrek aan differentiatie tussen de linguïstieke, etnische en politieke groeperingen.
Vroeger nam men aan dat er een grote Indo-Arische invloed was op de Mitanni. De omvang van deze invloed is echter omstreden. De Russische taalkundige Djakonov toonde aan dat deze theorie gebaseerd is op slechts vijf Indo-Arische telwoorden, twee of drie termen die betrekking hebben op paardentraining, vier Indo-Arische godennamen en een paar persoonsnamen waarvan de oorsprong niet bekend is, en dit terwijl Hurrische teksten in de tienduizenden woorden belopen. 

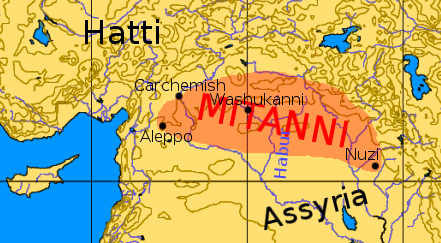
Kerngebied van Mitanni ca. 1500 v.Chr.

Aangenomen wordt dat de oorlogvoerende Hurritische stammen en stadstaten verenigd werden onder één dynastie na de ineenstorting van Babylon ten gevolge van de nederlaag tegen de Hettitische Mursili I en de inval van de Kassieten. Na de onderwerping van Aleppo door de Hettieten, de zwakke Assyrische koningen in het midden, en de interne strijd van de Hettieten was er een machtsvacuüm ontstaan in opper-Mesopotamië. Dit leidde tot de formatie van het koninkrijk Mitanni.
De vernietiging van het Babylonische koninkrijk en dat van Yamhad droeg bij aan de opkomst van een andere Hurritische dynastie. De stichting van hun koninkrijk had plaats nabij Harran. De eerste heerser was een legendarische koning genaamd Kirta, die omstreeks 1500 v.Chr. het koninkrijk Mitanni vestigde. Gedurende de 18e dynastie van Egypte (van 1530-1300 v.Chr.) werden eerst Hurritische en later Hettitische prinsessen als bijvrouwen voor de farao naar Egypte gestuurd.
De lichte strijdwagens, een Indo-Iraanse uitvinding die na 1800 v.Chr. algemeen werd, konden deze Hurrieten goed besturen, en ze gebruikten een composietboog (uit hoorn gecombineerd met hout in meerdere lagen), waardoor bronzen beschermplaten voor man en paard nodig werden.
De Hurrieten die tot dan in Syrië bekend waren doken nu ook op in Palestina, wat herkenbaar is aan sporen van hun typische taal met Kaukasische affiniteiten, zoals blijkt uit een Egyptisch archief en uit Palestijnse kleitabletten.
Mitanni groeide geleidelijk vanuit het dal van de Khabur (Eufraat) en werd tussen ca. 1450 en 1350 v.Chr. het machtigste koninkrijk van het Nabije Oosten.
Koning Barattarna van Mitanni breidde het koninkrijk uit naar het westen, naar Halab (Aleppo), en maakte Idrimi van Alalakh zijn vazal. De staat Kizzuwatna in het westen verlegde haar loyaliteit naar Mitanni, en tegen het midden van de 15e eeuw v.Chr. waren Arrapha en Assyrië in het oosten vazalstaten geworden. De natie werd steeds sterker tijdens het bewind van Shaushtatar, maar de Hurri waren erop bedacht om de Hettieten in het Anatolische hoogland te houden. Kizzuwatna in het westen en Išuwa in het noorden waren belangrijke bondgenoten tegen de vijandige Hettieten.

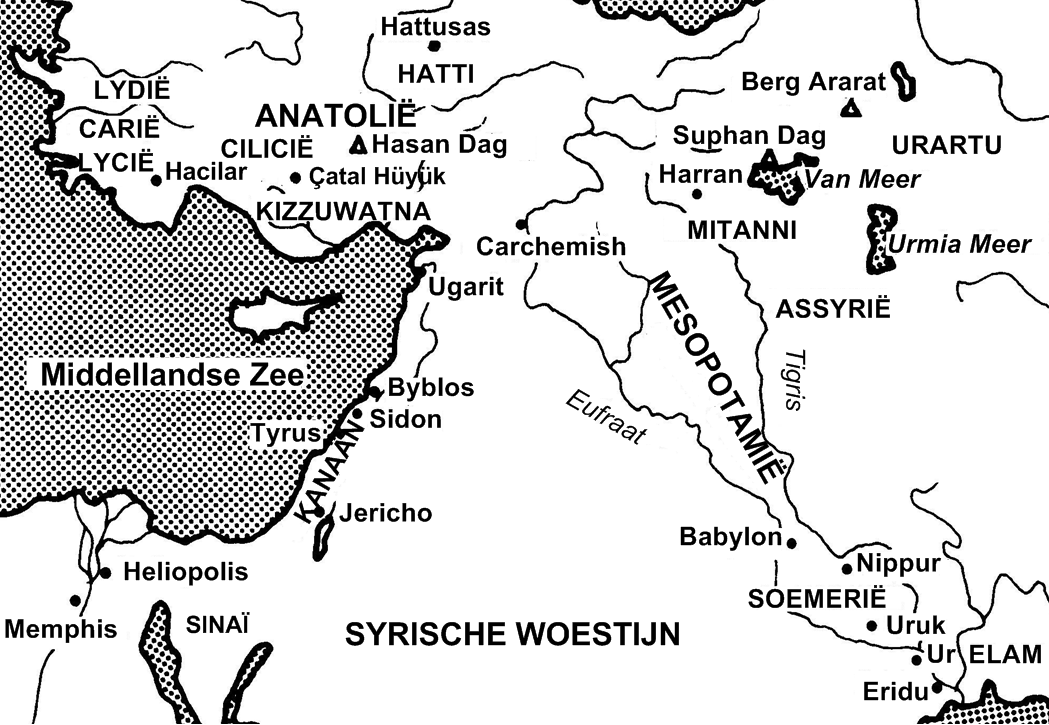
Het Nabije-Oosten circa 1400 v.Chr. met het Koninkrijk Mitanni op zijn grootst.

Na een paar schermutselingen met de farao's over de heerschappij over Syrië, zocht Mitanni vrede met Egypte en een alliantie werd gevormd. Gedurende de 18e dynastie van Egypte (van 1530-1300 v.Chr.) werden Hurritische (en Hettitische) prinsessen als bijvrouwen voor de farao naar Egypte gestuurd. Tijdens het bewind van Shuttarna in de vroege 14e eeuw was de relatie zeer vriendelijk, en hij zond zijn dochter Giluchepa naar Egypte om uitgehuwelijkt te worden aan farao Amenhotep III. Mitanni was nu op het hoogtepunt van haar macht.
Na de dood van Shuttarna werd Mitanni verwoest door gevechten tussen verschillende troonpretendenten. Uiteindelijk besteeg Tushratta, een zoon van Shuttarna, de troon. Mitanni was echter aanzienlijk verzwakt en de Hettieten naderden hun grenzen. Tegelijkertijd werd de diplomatieke relatie met Egypte minder, en de Assyriërs wierpen het Mitannische juk af. De Hettitische koning Suppiluliuma I viel de Mitannische vazalstaten in Noord-Syrië binnen en verving ze door loyale zetbazen.
In de hoofdstad Washshukanni brak een nieuwe machtsstrijd uit. De Hetietten en de Assyriërs steunden verschillende pretendenten. Uiteindelijk veroverde een Hettitisch leger de hoofdstad en installeerde Shattiwaza, de zoon van Tushratta, als hun vazalkoning in Mitanni, of Hanigalbat, zoals zij het noemden.
Na de Slag bij Kadesh en de terugval van het Hettitische rijk nam Assyrië de macht over in Mitanni, waarna het gebied binnen een paar eeuwen volledig Assyrisch werd, en de Hurritische taal en cultuur verdrongen werd door de Assyrische.
Het belangrijkste festival van Mitanni was de viering van de zonnewende (vishuva), wat gebruikelijk was in veel culturen uit de oudheid. De Mitannikrijgers werden maryannu genoemd; deze term lijkt op een term uit het Sanskriet, maar is meer waarschijnlijk Hurritisch. Het woord is verwant met een woord uit Urartu.

### Archeologisch onderzoek
In juni 2019 maakte de Universiteit van Tübingen bekend dat onderzoek gedaan werd aan door droogte drooggevallen delen van het stuwmeer van de Mosoeldam. De vondst betreft overblijfselen van een paleis uit de tijd van de Mitanni.

## Heersers van Mitanni
- Kirta, ca. 1499-1490 v.Chr.
- Shuttarna I, zoon van Kirta, ca. 1490 v.Chr.-1470 v.Chr.
- Barattarna, P/Barat(t)ama, ca. 1470 v.Chr.-1450 v.Chr.
- Parshatatar (kan identiek zijn aan Barattarna), ca. 1450 v.Chr.-1440 v.Chr.
- Shaushtatar (zoon van Parsha(ta)tar), ca. 1440 v.Chr.-1410 v.Chr.
- Artatama I, ca. 1410 v.Chr.-1400 v.Chr.
- Shuttarna II, ca. 1400 v.Chr.-1385 v.Chr.
- Artashumara, ca. 1385 v.Chr.-1380 v.Chr.
- Tushratta, ca. 1380 v.Chr.-1350 v.Chr.
- Shuttarna III, ca. 1350 v.Chr., zoon van een usurpator Artatama II
- Shattiwaza of Mattivaza, zoon van Tushratta, ca. 1350 v.Chr.-1320 v.Chr.
- Shattuara I, ca. 1320 v.Chr.-1300 v.Chr.
- Wasashatta, zoon van Shattuara, ca. 1300 v.Chr.-1280 v.Chr.
- Shattuara II, zoon of neef van Wasashatta, ca. 1280 v.Chr.-1270 v.Chr., of wellicht dezelfde koning als Shattuara I.

Alle data dienen met het nodige voorbehoud genomen te worden, aangezien zij het resultaat zijn van vergelijkend onderzoek van de chronologie van andere staten uit de oudheid van het Nabije Oosten.